# Weinstraße (München)
Koordinaten: 48° 8′ 18″ N, 11° 34′ 31,1″ O
Die Weinstraße in München beginnt am Marienplatz und endet an der Schäfflerstraße, wo sie in die Theatinerstraße übergeht. Sie gehört zu den führenden Einkaufsstraßen Münchens und ist Teil der Fußgängerzone in der Münchner Altstadt.

## Geschichte

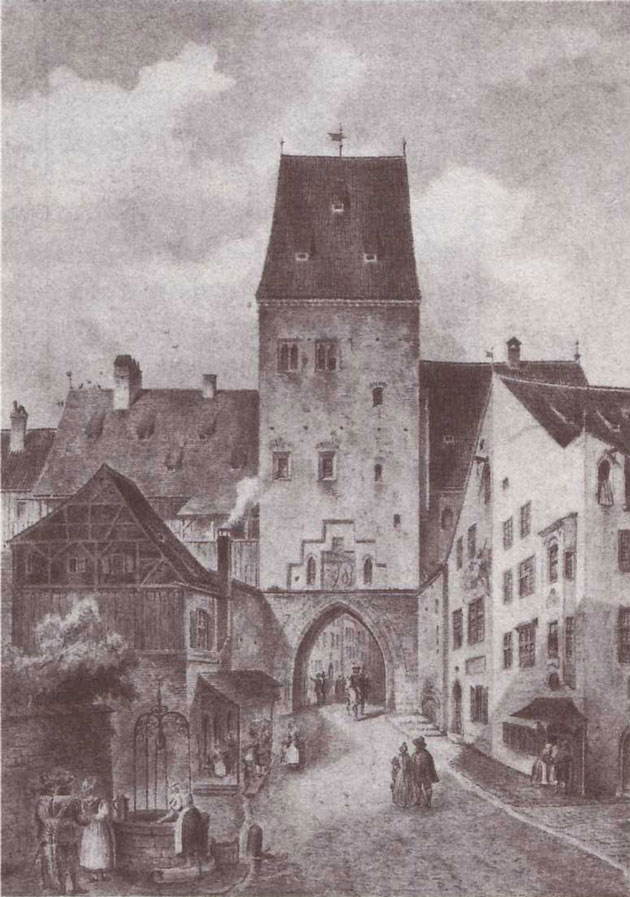
Hinteres Schwabinger Tor

Die Weinstraße ist eine der ältesten Straßen der Stadt. Ihr Name ist bereits seit 1353 belegt. Ab dem 14. Jahrhundert wurde hier der Weinmarkt abgehalten. Am nördlichen Ende, an der Schäfflerstraße, lag das Hintere Schwabinger Tor, eines der fünf Stadttore der gegen Ende des 12. Jahrhunderts erbauten ersten Stadtmauer des mittelalterlichen Münchens. 1691 wurde das Tor abgerissen. Der Straßenzug Theatinerstraße–Weinstraße ist Teil der in Nord-Süd-Richtung verlaufenden mittelalterlichen Fernhandelsstraße, die bereits bei der Stadtgründung im 12. Jahrhundert existierte und sich am Marienplatz mit der in Ost-West-Richtung verlaufenden Salzstraße kreuzte. Der Übergang von der Weinstraße in die Theatinerstraße markiert die Grenze der hochmittelalterlichen sogenannten Heinrichsstadt, deren Namen auf Heinrich dem Löwen zurückgeht.

## Straßenverlauf
Nach Süden kreuzt die Weinstraße am Marienplatz die Kaufingerstraße, wo sie in die Rosenstraße übergeht. In nördlicher Richtung gehen nach Westen die Sporerstraße und die Filserbräugasse ab. Nach Osten geht anschließend am nördlichen Ende des Rathausgebäudes die Landschaftsstraße ab, die eine Verbindung zur Dienerstraße darstellt. Die Albertgasse kreuzt die Weinstraße und stellt nach Westen eine Verbindung zum Frauenplatz und nach Osten zur Dienerstraße her, bis sie an der nach Westen abgehenden Schäfflerstraße endet.

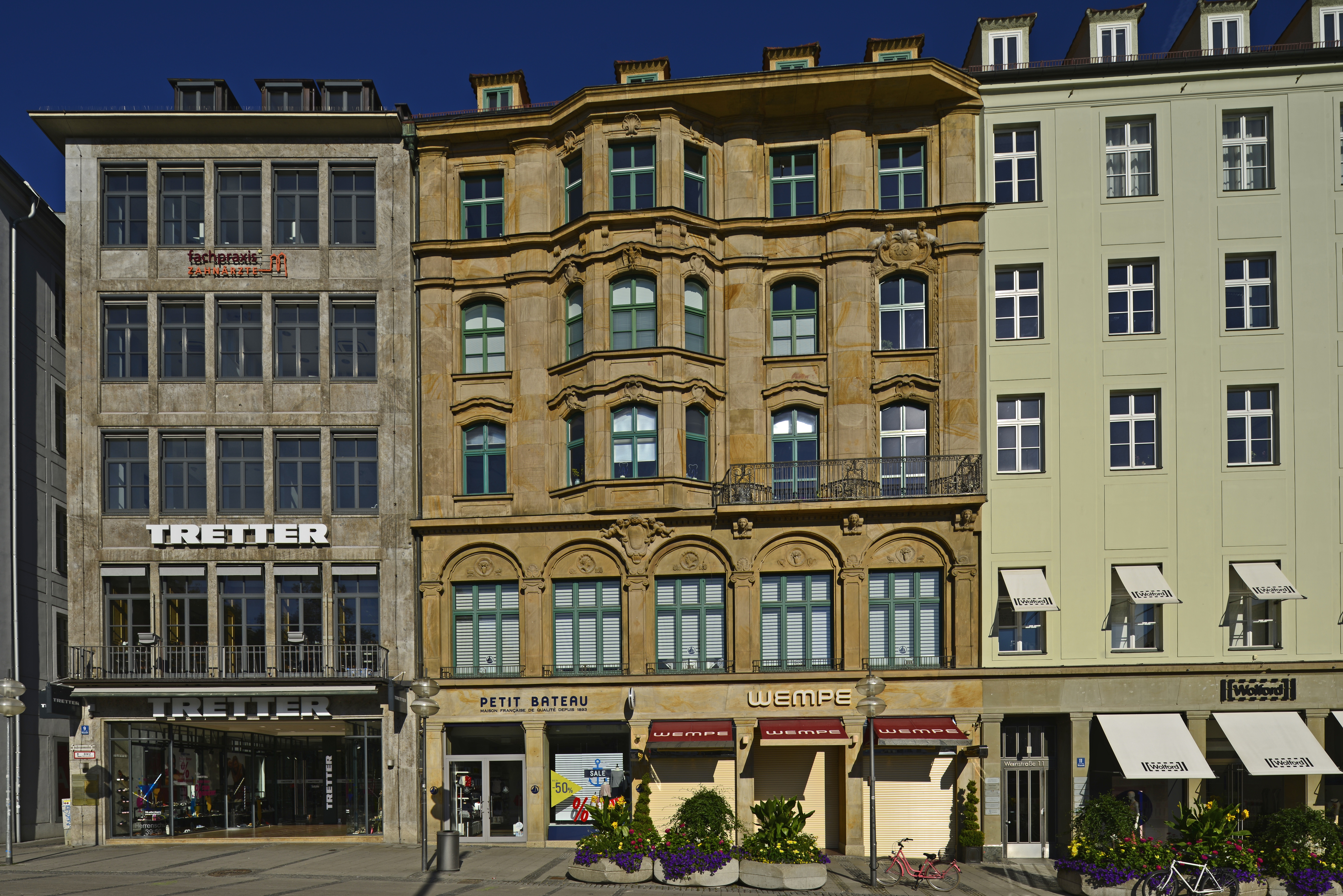
Fassadenansicht Weinstraße West.
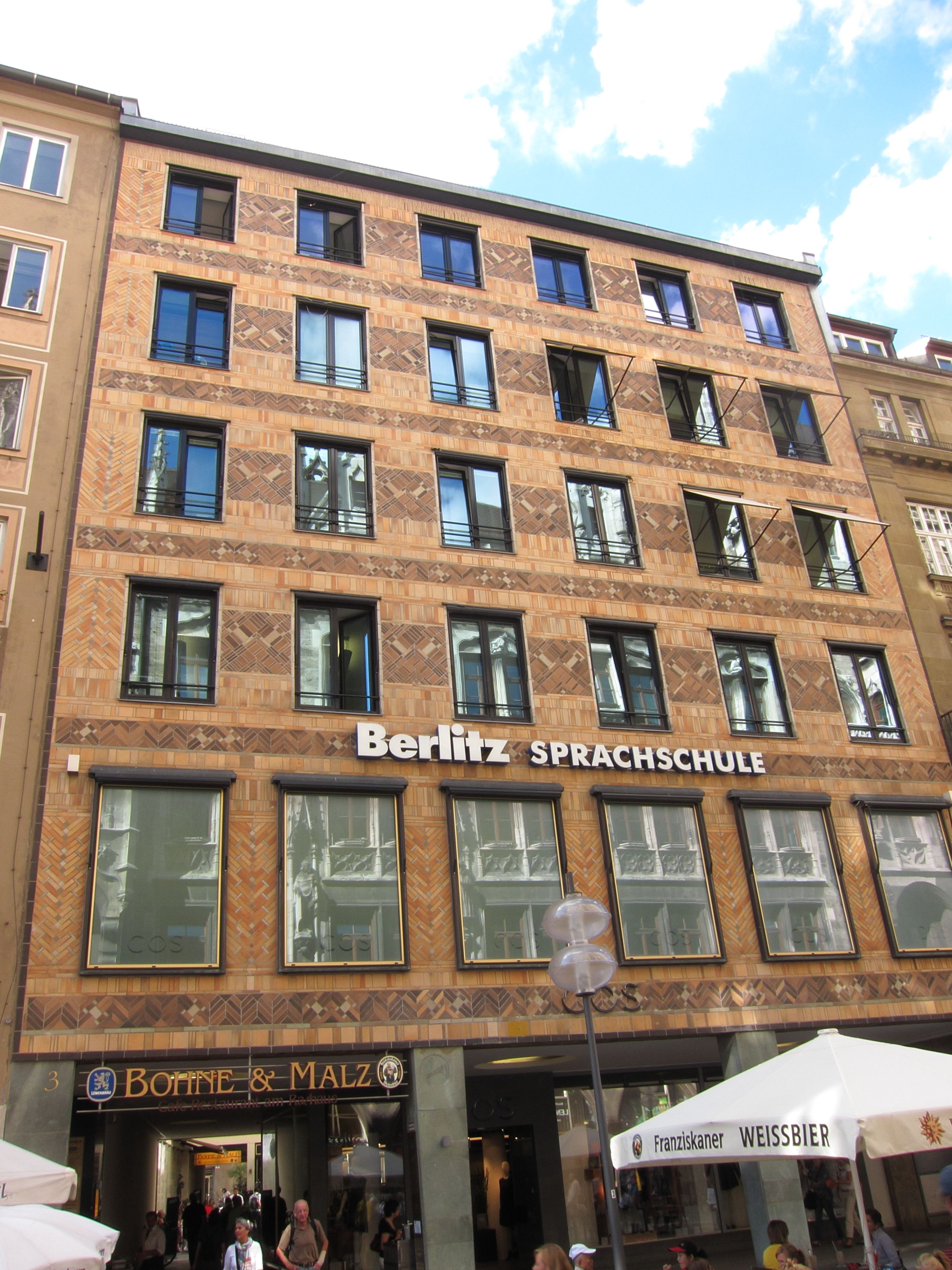
Weinstraße 3; Indanthren-Haus, Geschäfts- und Verwaltungsgebäude für die Farbwerke Hoechst
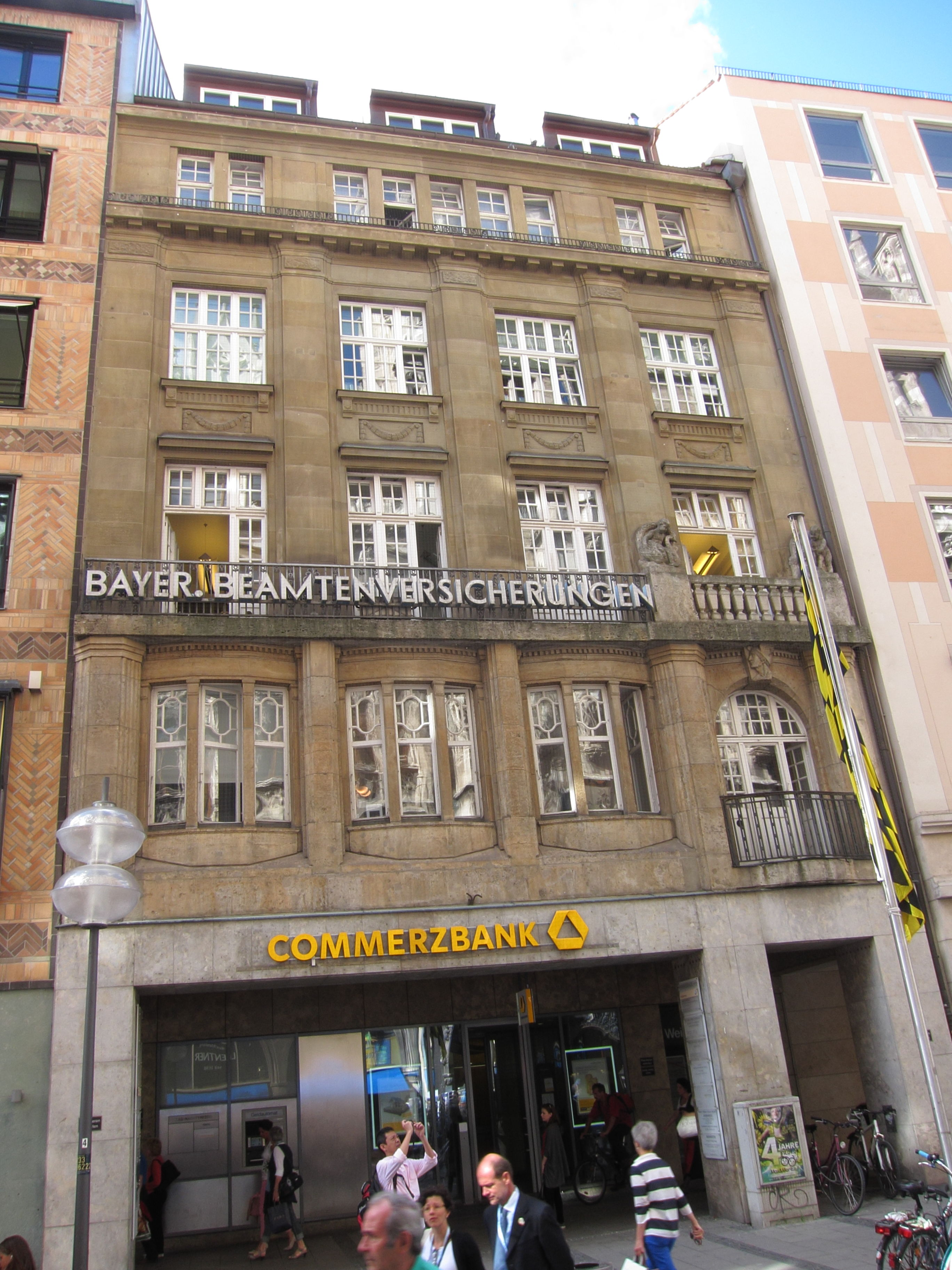
Weinstraße 4; Ehemaliges Geschäftshaus, jetzt Bankhaus
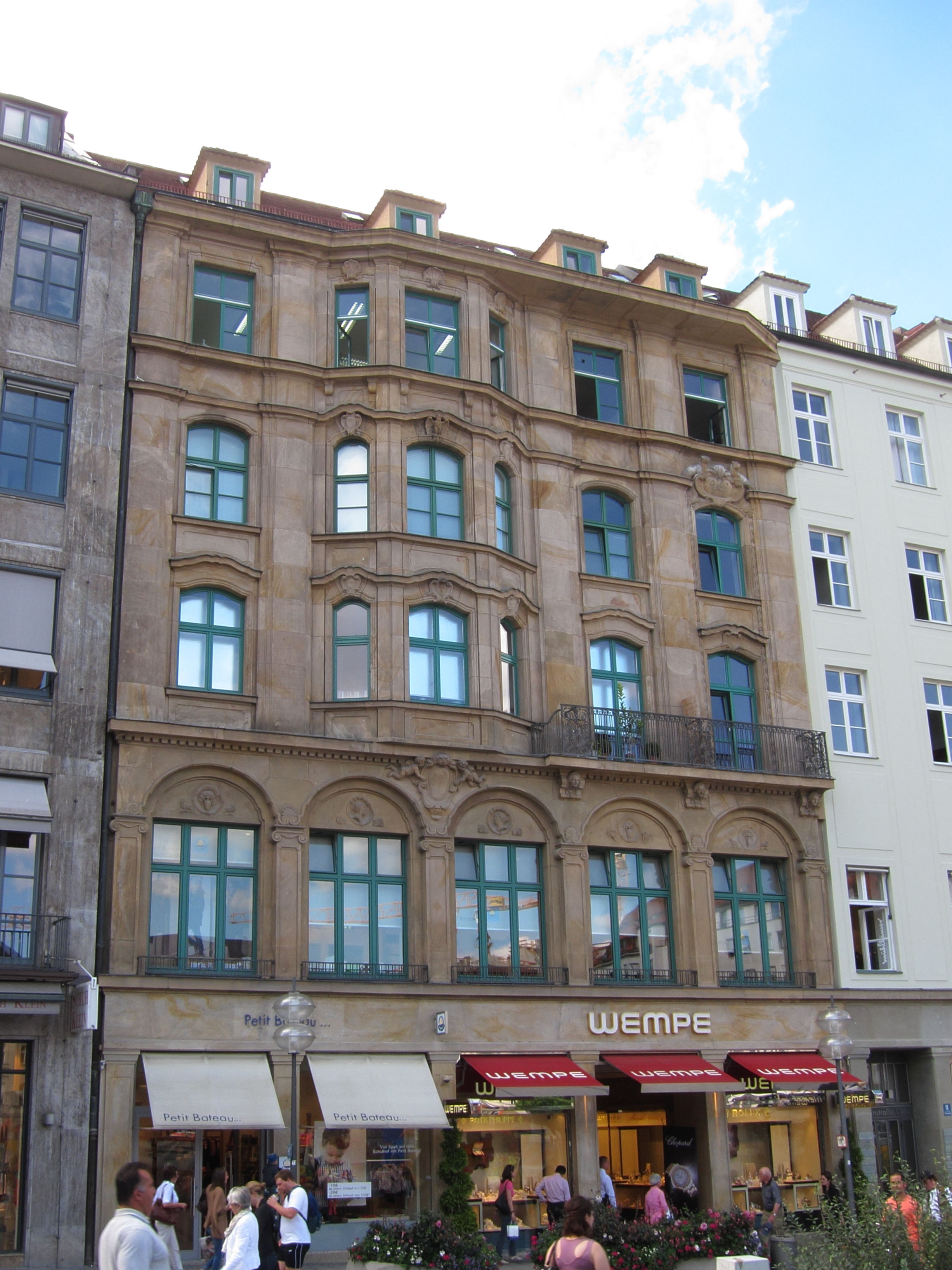
Weinstraße 11; Wohn- und Geschäftshaus
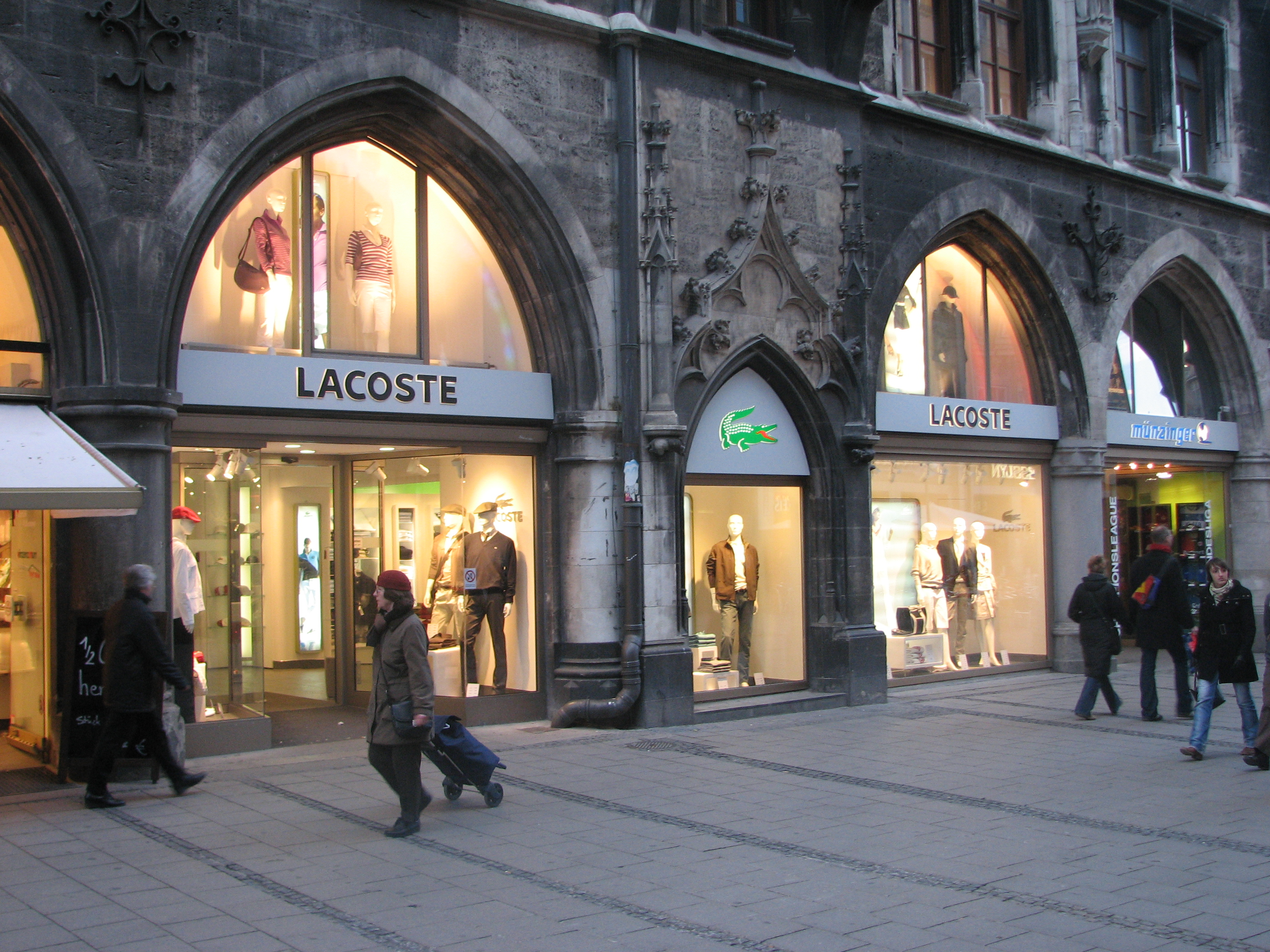
Ostseite (Rathausseite) der Weinstraße
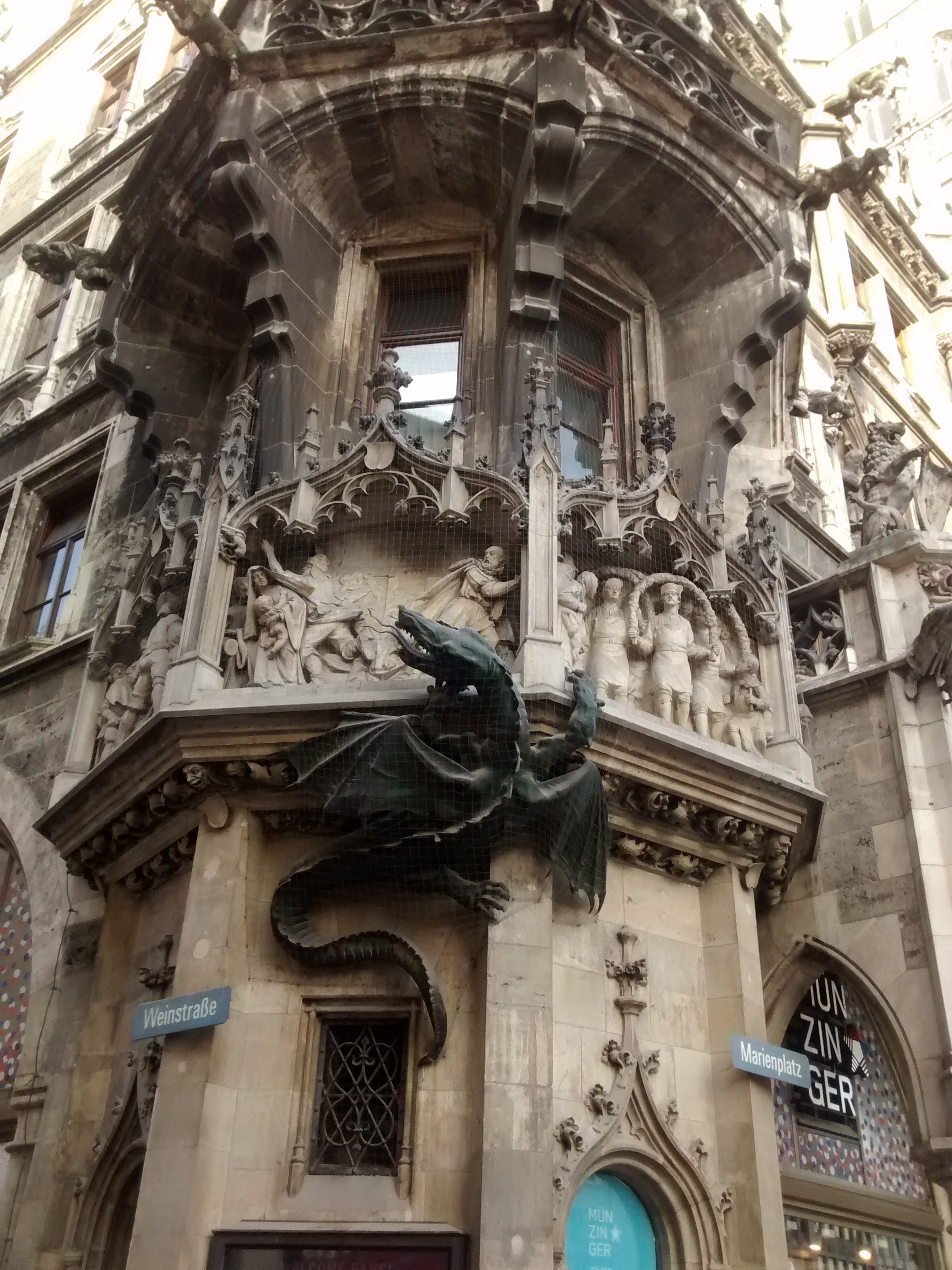
Wurmeck mit dem Lindwurm am Rathaus zu Beginn der Weinstraße am Marienplatz
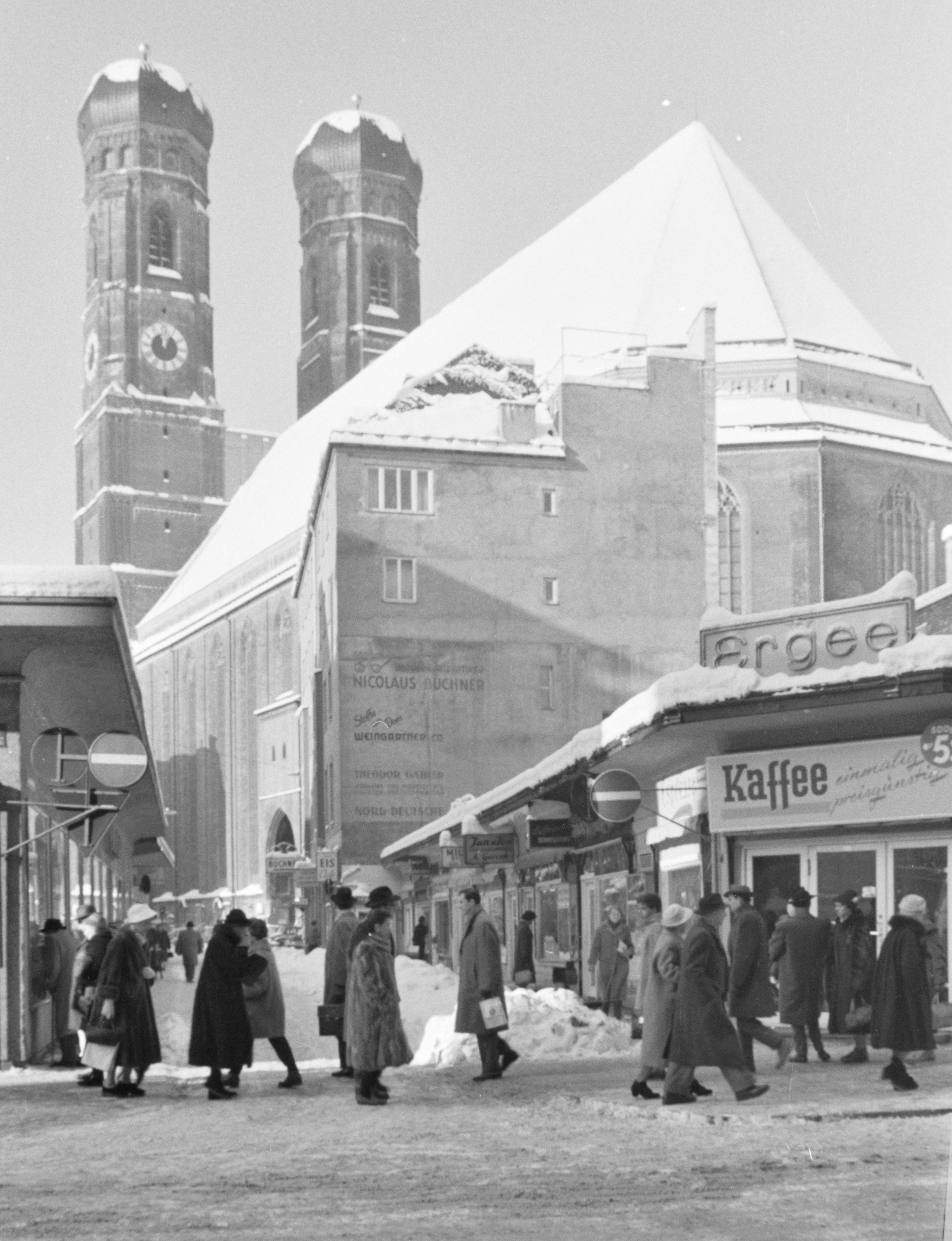
Abzweigend von der Weinstraße zieht die Sporerstraße in Richtung Frauenkirche Gesehen im Jahr 1959
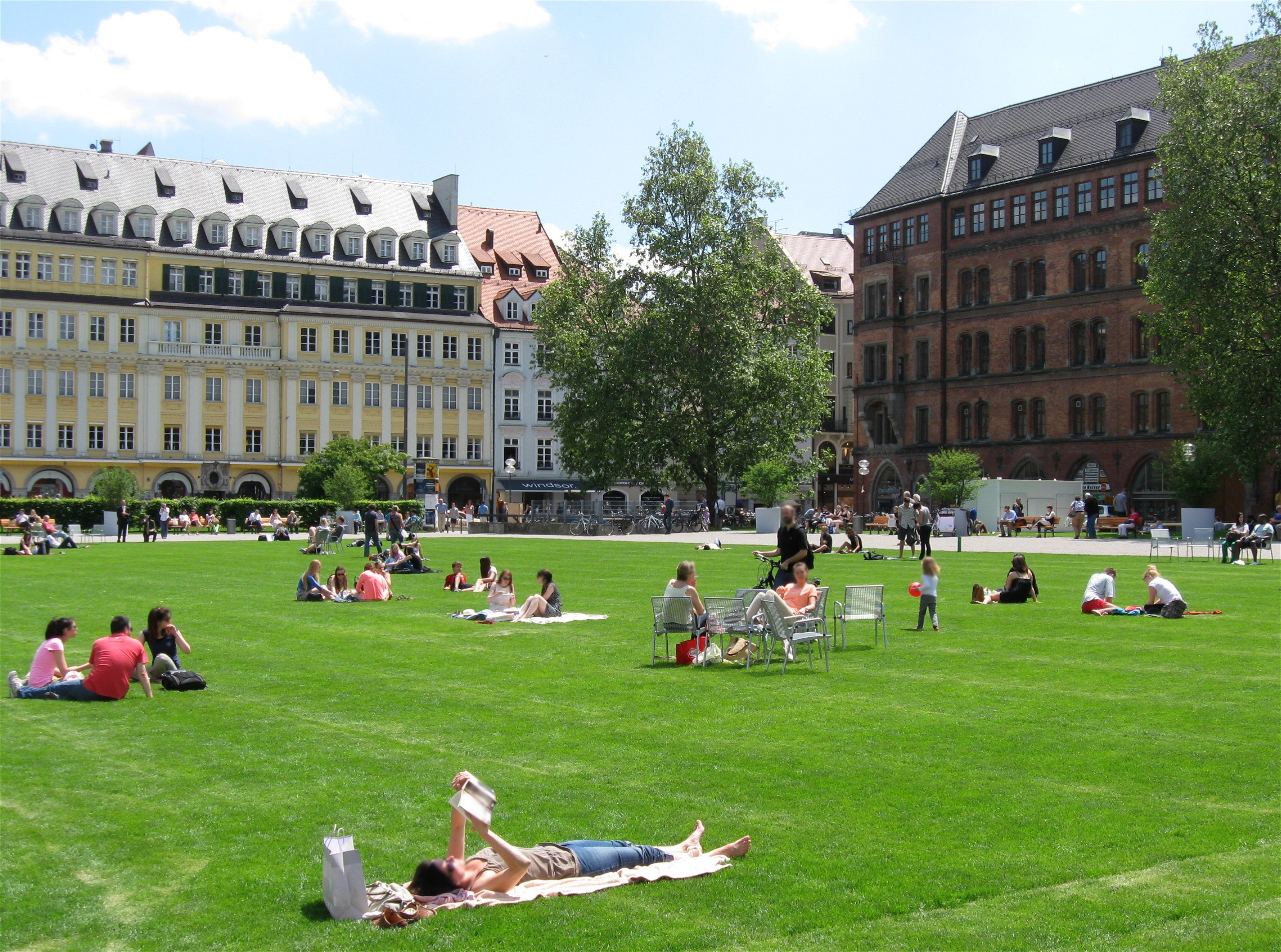
Marienhof im Osten der Weinstraße
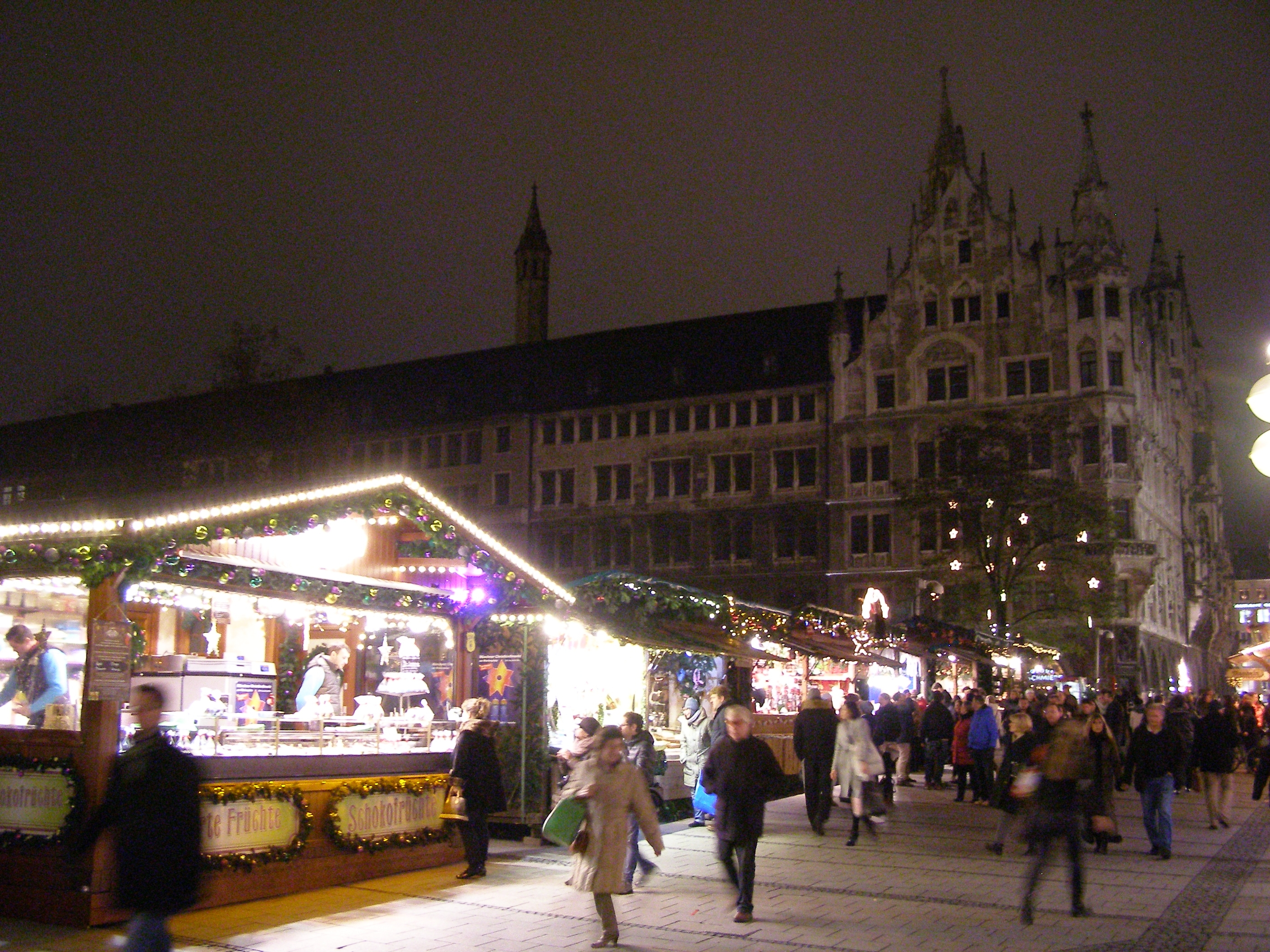
Die Weinstraße als Teil des Christkindlmarkts rund um den Marienplatz
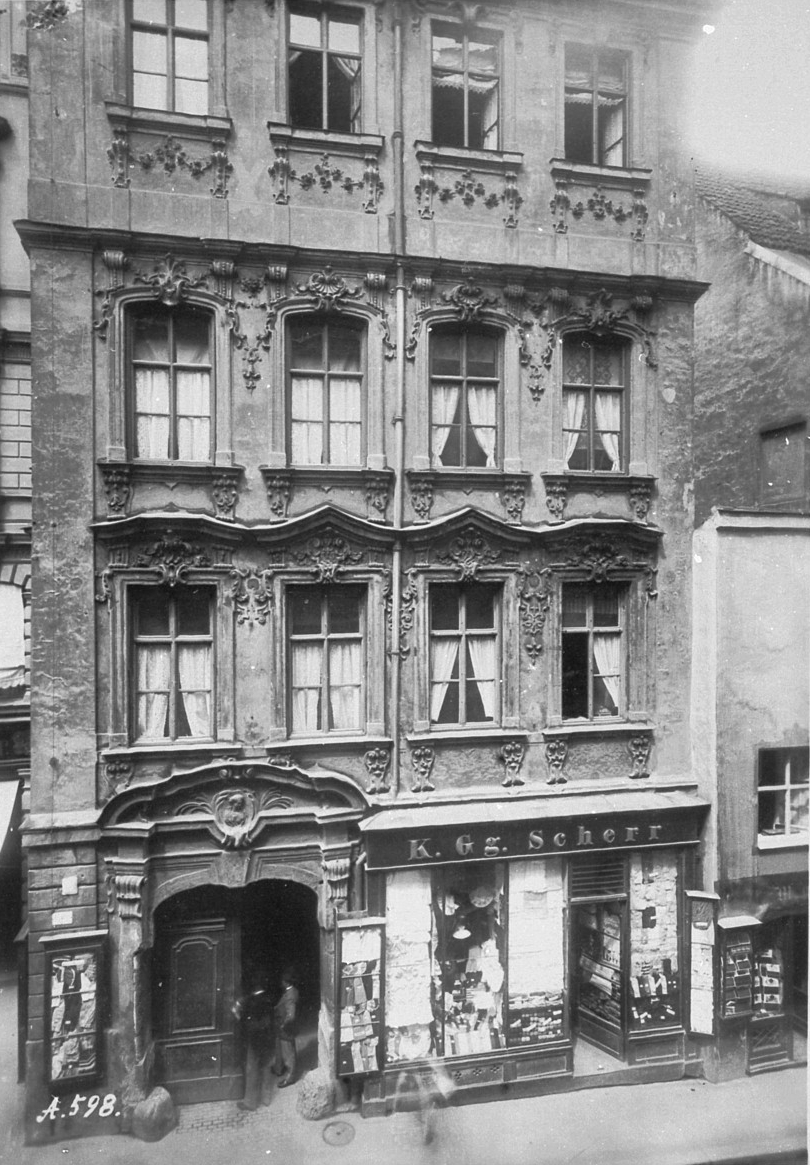
Privathaus Weinstraße 10, erbaut 1786/1800, abgebrochen 1914.

## Verkehr
Eine Straßenbahn verband das Sendlinger Tor durch die Sendlinger Straße bis zur Rosenstraße. Seit den olympischen Spielen 1972 ist der gesamte Verlauf (Sendlinger Straße ab 2017) als Fußgängerzone deklariert und nicht für den motorisierten Individualverkehr befahrbar.

## Geschäfte
In Spitzenzeiten werden bis zu 10.520 Passanten pro Stunde in der Weinstraße gemessen. Damit ist sie die bundesweit achtstärkste Einkaufslage. In München belegt sie hinsichtlich der Besucherfrequenz nach der Kaufingerstraße und ihrer Verlängerung Neuhauser Straße Platz 3. Das Mietpreisniveau reicht in der Spitze bis zu etwa 200 Euro/m².
- Weinstr. 1 Donisl Bayerisches Wirtshaus
- Weinstr. 3  H&M Hennes&Mauritz
- Weinstr. 3 Piazza Maria Cucina Bar
- Weinstr. 3 Cos Store Designer-Mode
- Weinstr. 4 WMF Fachgeschäft
- Weinstr. 5 Tommy Hilfiger Flagship Store
- Weinstr. 6 ARKET Store Cafe + Mode für Alle
- Weinstr. 6 La Vita Restaurant
- Weinstr. 7 FC Bayern World
- Weinstr. 7 DO&CO Hotel
- Weinstr. 7 Douglas Parfümerie
- Weinstr. 8 H&M Hennes & Mauritz Megastore Mode für die ganze Familie
- Weinstr. 9 Thomas Schuhe Flagship Store
- Weinstr.11 Petit Bateau Kindermode
- Weinstr.11 Tagheuer Boutique (Eröffnung im Herbst 2023)
- Weinstr.11 Wempe Uhren und Schmuck
- Weinstr.11 Wolford Bekleidung
- Weinstr.12 Zwilling J.A. Henckels Solingen Schneidwaren

Daneben finden sich zahlreiche Büros, Kanzleien und Arztpraxen in der Weinstraße.